# Guido Colonna di Paliano
Guido Colonna di Paliano (Nàpols, Itàlia 1908 - íd. 1982) fou un polític italià que va ser membre de la Comissió Europea entre 1964 i 1970.

## Biografia
Va néixer el 16 d'abril de 1908 a la ciutat de Nàpols. Va estudiar dret a la Universitat de Nàpols, en la qual es va llicenciar el 1930.
Va morir el 27 de gener de 1982 a la seva residència de Nàpols.

## Activitat política
Diplomàtic de carrera i sense afiliació política destacada l'octubre de 1947 fou nomenat delegat italià en la posada en marxa del Pla Marshall, càrrec que va mantenir fins al març de 1948.
El 1958 fou nomenat ambaixador a Noruega, l'agost de 1962 fou nomenat delegat del seu país a l'OTAN, càrrec que va ocupar fins al juliol de 1964. Abandonà aquesta responsabilitat per esdevenir membre de la Comissió Hallstein II, en substitució de Giuseppe Caron, sent nomenat Comissari Europeu del Mercat Interior. En la formació de la Comissió Rey el juliol de 1967 fou nomenat Comissari Europeu d'Empresa, abandonant el seu càrrec el maig de 1970.